# Rainha Vermelha
A Rainha Vermelha é uma personagem e antagonista principal do romance Through the Looking-Glass, de Lewis Carroll. No cinema, está presente no filme Alice no País das Maravilhas (2010), cuja direção é de Tim Burton.

## Alice in Wonderland (2010)
Interpretada por Helena Bonham Carter, neste filme a Rainha Vermelha destronou sua irmã, a Rainha Branca, e agora governa tiranamente o País das Maravilhas. Em declarações à Agência Efe, a atriz disse que a personagem "fica zangada porque tem uma cabeça enorme". "Por isso, ela não para de pedir que cortem a cabeça das pessoas. Ela também não consegue parar de falar, não tem empatia e é realmente explosiva e egoísta", acrescentou. No filme, ela se chama Iracebeth de Carmesim.
Apesar de tudo isso, a atriz disse ter ficado satisfeita por ter feito o papel. "Quando você atua, não pode julgar o personagem. Tem que olhar as coisas do ponto de vista dele. A Rainha de Copas não é má. Ela é a ferida, a doente, por isso foi tão interessante interpretá-la", afirmou.
Críticas feitas à personagem, neste filme, se referem ao fato dela ser, na verdade, uma fusão de duas figuras distintas da obra de Lewis Carrol: a Rainha de Copas (que pertence a um baralho de cartas e que está presente no primeiro livro, Alice no País das Maravilhas) e a legítima Rainha Vermelha (que é representada por uma peça de xadrez vermelha, dado que o xadrez é o tema permanente do segundo livro, Through the Looking Glass). O bordão que a Rainha Vermelha repete por todo o longa-metragem – "cortem-lhe a cabeça" – na verdade pertence à Rainha de Copas. O motivo da mudança de nomes parece ser a necessidade de contrapô-la à etérea e meiga Rainha Branca, sua oponente na trama. Nos livros originais, porém, não há vilões nem mocinhos, e as duas supostas rivais até tomam chá juntas.